# NGC 4135
NGC 4135 (również PGC 38601) – galaktyka spiralna z poprzeczką (SBbc), znajdująca się w gwiazdozbiorze Psów Gończych. Odkrył ją Édouard Jean-Marie Stephan 4 maja 1881 roku. Jest to galaktyka z aktywnym jądrem zaliczana do galaktyk Seyferta typu 2.